# Saint-Mars-la-Réorthe
Pour les articles homonymes, voir Saint-Mars.
Saint-Mars-la-Réorthe est une commune française située dans le département de la Vendée, en région Pays de la Loire.

## Géographie
Le territoire municipal de Saint-Mars-la-Réorthe s'étend sur 928 hectares. L'altitude moyenne de la commune est de 156 mètres, avec des niveaux fluctuant entre 101 et 262 mètres,.
La commune est arrosée par le Petit Lay qui la limite en partie au sud-ouest.

### Communes limitrophes
|                      | Les Épesses           |                                       |
| Les Herbiers         | Saint-Mars-la-Réorthe |                                       |
| Saint-Paul-en-Pareds |                       | Saint-Michel-Mont-Mercure (Sèvremont) |

### Climat
Pour des articles plus généraux, voir Climat des Pays de la Loire et Climat de la Vendée.
En 2010, le climat de la commune est de type climat océanique altéré, selon une étude du CNRS s'appuyant sur une série de données couvrant la période 1971-2000. En 2020, Météo-France publie une typologie des climats de la France métropolitaine dans laquelle la commune est exposée à un climat océanique et est dans la région climatique  Bretagne orientale et méridionale, Pays nantais, Vendée, caractérisée par une faible pluviométrie en été et une bonne insolation. 
Pour la période 1971-2000, la température annuelle moyenne est de 11,5 °C, avec une amplitude thermique annuelle de 14,5 °C. Le cumul annuel moyen de précipitations est de 838 mm, avec 12,8 jours de précipitations en janvier et 7,1 jours en juillet. Pour la période 1991-2020, la température moyenne annuelle observée sur la station météorologique de Météo-France la plus proche, « St-Fulgent_sapc », sur la commune de Saint-Fulgent à 19 km à vol d'oiseau, est de 12,6 °C et le cumul annuel moyen de précipitations est de 815,9 mm,. Pour l'avenir, les paramètres climatiques de la commune estimés pour 2050 selon différents scénarios d'émission de gaz à effet de serre sont consultables sur un site dédié publié par Météo-France en novembre 2022.

## Urbanisme

### Typologie
Au 1er janvier 2024, Saint-Mars-la-Réorthe est catégorisée bourg rural, selon la nouvelle grille communale de densité à sept niveaux définie par l'Insee en 2022.
Elle est située hors unité urbaine. Par ailleurs la commune fait partie de l'aire d'attraction des Herbiers, dont elle est une commune de la couronne,. Cette aire, qui regroupe 15 communes, est catégorisée dans les aires de 50 000 à moins de 200 000 habitants,.

### Occupation des sols
L'occupation des sols de la commune, telle qu'elle ressort de la base de données européenne d’occupation biophysique des sols Corine Land Cover (CLC), est marquée par l'importance des territoires agricoles (82,2 % en 2018), en diminution par rapport à 1990 (84,9 %). La répartition détaillée en 2018 est la suivante : 
zones agricoles hétérogènes (35 %), prairies (27,1 %), terres arables (20,1 %), forêts (12,3 %), zones urbanisées (5,5 %). L'évolution de l’occupation des sols de la commune et de ses infrastructures peut être observée sur les différentes représentations cartographiques du territoire : la carte de Cassini (XVIIIe siècle), la carte d'état-major (1820-1866) et les cartes ou photos aériennes de l'IGN pour la période actuelle (1950 à aujourd'hui).

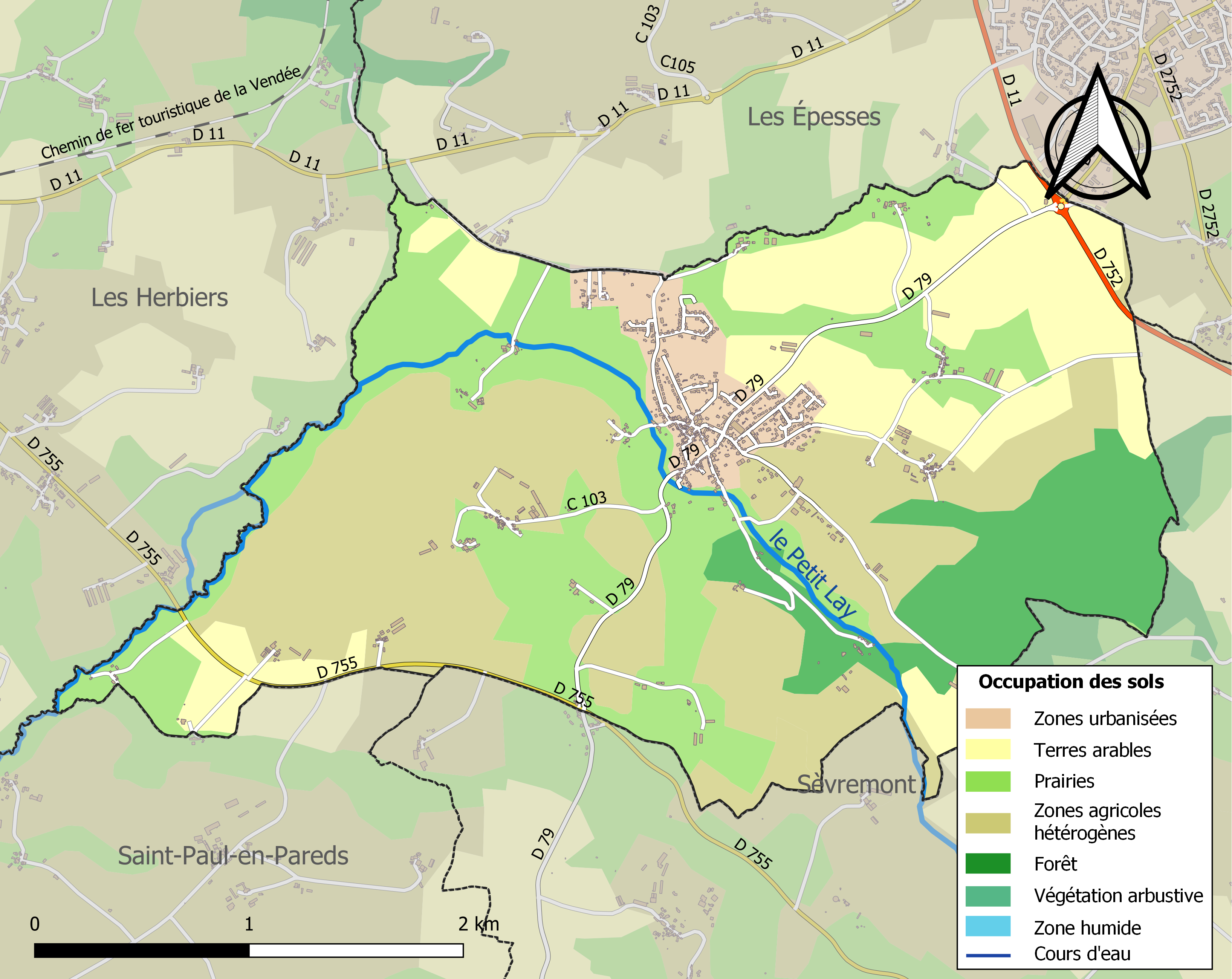
Carte des infrastructures et de l'occupation des sols de la commune en 2018 (CLC).

## Économie
Le conseil municipal de Saint-Mars a décidé début 2009 de lancer une construction nouvelle, regroupant restaurant scolaire et centre périscolaire. Les travaux ont débuté début 2011, rue du Pouët, juste à côté de l'école Saint-Médard. L'ensemble est édifié sur une surface de 1 728 m2, 603 m2 étant occupés par les bâtiments. La surface du centre périscolaire permettra d'accueillir 55 enfants et celle du restaurant scolaire au moins 120 pensionnaires.

## Toponymie
Durant la Révolution, la commune porte le nom de Le Val-la-Réorthe.

## Histoire
Sur les collines du Haut-Bocage, un site mésolithique et chalcolithique a été étudié par Olivier Gandriau au lieudit le Bois des Jarries. Cet archéologue a publié les résultats de ses travaux dans le bulletin du Groupe vendéen d'études préhistoriques (GVEP). L'occupation mésolithique révèle la présence des derniers chasseurs-cueilleurs et se situe chronologiquement entre -10000 et -6000.
Plus tardivement au troisième millénaire avant notre ère, au Chalcolithique, plus précisément le Campaniforme a laissé des traces d'un habitat.
Au lieu-dit la Boutarlière, une vierge a été placée tout en haut d'une colonne de huit mètres, pour protéger la commune de la foudre. C'était en 1855.
La colonne est aussi le point de départ d'un sentier pédestre fléché qui permet de découvrir Saint-Mars, le poumon vert du canton des Herbiers. La balade peut se terminer avec la visite de l'église Saint-Médard, reconstruite en 1887.
Des vitraux illustrant les épisodes douloureux des guerres de Vendée dans la commune, le chemin de croix peint sur cuivre, la statue de saint Roch inscrite au titre des monuments historiques y sont à découvrir. Un vitrail raconte également l'histoire de « Notre-Dame de la Colonne ».

## Politique et administration

### Liste des maires
| Période                                  | Période  | Identité             | Étiquette | Qualité           |
| ---------------------------------------- | -------- | -------------------- | --------- | ----------------- |
| 1936                                     | 1977     | Charles Gaschignard  |           |                   |
| 1977                                     | 1983     | Gérard Beaucamp      |           |                   |
| 1983                                     | 1995     | Joseph Halleux       |           | Chef d'entreprise |
| 1995                                     | 2014     | Jean-Claude Ageneau, |           | Enseignant        |
| 2014                                     | mai 2020 | Gérard Préaud        |           | Chef d'entreprise |
| mai 2020                                 | En cours | Patrice Bertrand     |           | Technicien        |
| Les données manquantes sont à compléter. |          |                      |           |                   |

## Population et société

### Démographie

#### Évolution démographique
L'évolution du nombre d'habitants est connue à travers les recensements de la population effectués dans la commune depuis 1793. Pour les communes de moins de 10 000 habitants, une enquête de recensement portant sur toute la population est réalisée tous les cinq ans, les populations de référence des années intermédiaires étant quant à elles estimées par interpolation ou extrapolation. Pour la commune, le premier recensement exhaustif entrant dans le cadre du nouveau dispositif a été réalisé en 2005.

En 2022, la commune comptait 1 033 habitants, en évolution de +7,05 % par rapport à 2016 (Vendée : +5,33 %, France hors Mayotte : +2,11 %).
| 1793 | 1800 | 1806 | 1821 | 1831 | 1836 | 1841 | 1846 | 1851 |
| ---- | ---- | ---- | ---- | ---- | ---- | ---- | ---- | ---- |
| 600  | 473  | 642  | 694  | 693  | 726  | 814  | 707  | 736  |

| 1856 | 1861 | 1866 | 1872 | 1876 | 1881 | 1886 | 1891 | 1896 |
| ---- | ---- | ---- | ---- | ---- | ---- | ---- | ---- | ---- |
| 753  | 741  | 738  | 742  | 784  | 785  | 812  | 825  | 834  |

| 1901 | 1906 | 1911 | 1921 | 1926 | 1931 | 1936 | 1946 | 1954 |
| ---- | ---- | ---- | ---- | ---- | ---- | ---- | ---- | ---- |
| 790  | 773  | 757  | 637  | 637  | 637  | 629  | 580  | 636  |

| 1962 | 1968 | 1975 | 1982 | 1990 | 1999 | 2005 | 2006 | 2010 |
| ---- | ---- | ---- | ---- | ---- | ---- | ---- | ---- | ---- |
| 684  | 648  | 636  | 752  | 797  | 760  | 776  | 790  | 895  |

| 2015 | 2020  | 2022  | - | - | - | - | - | - |
| ---- | ----- | ----- | - | - | - | - | - | - |
| 958  | 1 009 | 1 033 | - | - | - | - | - | - |

#### Pyramide des âges
En 2018, le taux de personnes d'un âge inférieur à 30 ans s'élève à 35,8 %, soit au-dessus de la moyenne départementale (31,6 %). À l'inverse, le taux de personnes d'âge supérieur à 60 ans est de 21,8 % la même année, alors qu'il est de 31,0 % au niveau départemental.
En 2018, la commune comptait 497 hommes pour 491 femmes, soit un taux de 50,30 % d'hommes, légèrement supérieur au taux départemental (48,84 %).
Les pyramides des âges de la commune et du département s'établissent comme suit.
| Hommes | Classe d’âge | Femmes |
| ------ | ------------ | ------ |
| 0,4    | 90 ou +      | 0,6    |
| 5,1    | 75-89 ans    | 4,8    |
| 16,3   | 60-74 ans    | 16,2   |
| 19,7   | 45-59 ans    | 18,4   |
| 24,0   | 30-44 ans    | 23,0   |
| 12,0   | 15-29 ans    | 12,4   |
| 22,4   | 0-14 ans     | 24,8   |

| Hommes | Classe d’âge | Femmes |
| ------ | ------------ | ------ |
| 0,8    | 90 ou +      | 2,2    |
| 8,7    | 75-89 ans    | 11,1   |
| 20,3   | 60-74 ans    | 21,3   |
| 20     | 45-59 ans    | 19,4   |
| 17,5   | 30-44 ans    | 16,8   |
| 15     | 15-29 ans    | 13,2   |
| 17,7   | 0-14 ans     | 16,1   |

## Lieux et monuments
- L'église Saint-Médard reconstruite en 1887.

À découvrir : les vitraux illustrant les épisodes douloureux des guerres de Vendée à Saint-Mars-la-Réorthe, le chemin de croix peint sur cuivre, la statue de saint Roch inscrite au titre des Monuments Historiques.
- La Vierge de la colonne : placée sur une colonne de huit mètres, elle domine le bourg sur les hauteurs de la Boutarlière. Elle fut érigée en 1855 pour protéger la commune des orages.

## Environnement
Saint-Mars-la-Réorthe a obtenu sa deuxième fleur au Concours des villes et villages fleuris lors du palmarès 2008.

## Pour approfondir